# Альварес, Хулия
Ху́лия А́льварес (исп. Julia Álvarez; 27 марта 1950, Нью-Йорк) — американская поэтесса и писательница доминиканского происхождения. Пишет на английском языке.

## Биография
Джулия Альварес родилась в Нью-Йорке 27 марта 1950 года, но ее родители привезли её в Доминиканскую Республику, откуда были родом её отец и мать, когда ей было меньше месяца, и до 10 лет она жила там. Училась в США, неоднократно получала стипендии и поощрительные премии различных фондов. Альварес поступила в Коннектикутский колледж в 1967 году. В настоящее время — в колледже Мидлберри, штат Вермонт.

## Произведения
- Homecoming (1984, стихи)
- How the García Girls Lost Their Accents (1992, роман)
- «Времена бабочек»[англ.] (1994, исторический роман, премия критики 1995, экранизирован в 2001)
- The Other Side/El Otro Lado (1995, стихи)
- Homecoming: New and Selected Poems (1996, стихи)
- ¡Yo! (1997, роман, одна из глав легла в основу фильма аргентинского кинорежиссёра Хулии Соломонофф «The Suitor», 2001)
- Something to Declare (1998, эссе)
- Seven Trees (1998, стихи)
- In the Name of Salomé (2000, роман)
- The Secret Footprints (2001, роман)
- How Tia Lola Came to visit Stay (2001, роман)
- A Cafecito Story (2001, роман)
- Before We Were Free (2002, роман)
- The Woman I Kept to Myself (2004, стихи)
- finding miracles (2004, роман)
- Gift of Gracias: The Legend of Altagracia (2004, книга для детей)
- Saving the World (2006, роман)

## Признание
Экранизация её романа  «Времена бабочек» (2001, продюсер и исполнительница одной из главных ролей — Сальма Хайек) имела большой успех.

## Публикации на русском языке
- Йо! Главы из романа. Перевод С. Силаковой // Иностранная литература, 2003, № 1[4]